# Armengol Amill
Ermengol Amill i Moliner (Vall de Cardós, 1665 – Crotone, 4 settembre 1732) è stato un generale spagnolo e catalano, sostenitore della Casa d'Asburgo durante la guerra di successione spagnola. Fu al servizio dei Tre Comuni (le tre principali istituzioni di autogoverno della Catalogna) durante la battaglia di Catalogna del 1713.

## Biografia
Nato nella frazione Bonestarre di Vall de Cardós, città catalana situata nella comarca di Pallars Sobirà, si trasferì ben presto ad Agullana, nella storica comarca dell'Empordà (oggi diviso in Alt e Baix Empordà), dove conobbe e sposò Rosa Pont (1677-1713) e dalla quale ebbe quattro figli: Raimunda, Ponç, Llorenç e Margarida; in seguito esercitò temporaneamente anche il ruolo di insegnante.
Allo scoppio della guerra fece parte di un plotone di miquelets, di cui ne divenne colonnello nel 1711. All'inizio dell'ultima fase della Guerra di Successione, la cosiddetta Battaglia di Catalogna, si mise al servizio dei Tre Comuni dove venne messo al comando di un reggimento di Fucilieri di Montagna e combatté contro le truppe borboniche all'interno della Catalogna. Sotto gli ordini di Antoni Desvalls, marchese di El Poal, fu il più sanguinoso dei comandanti catalani e responsabile della gran parte delle esecuzioni sommarie inflitte ai prigionieri borbonici e ai plotoni di butifleros. Catturato al termine della rivolta, riuscì a fuggire ed entrò nell'Impero austriaco combattendo al servizio dell'imperatore Carlo d'Austria contro i turchi.
Il 19 ottobre 1730 venne nominato governatore della fortezza di Crotone, nel Regno di Napoli, dove morì il 4 settembre 1732.